# Ian Brennan
Ian Brennan (Mount Prospect, 23 aprile 1978) è un produttore televisivo e attore statunitense.
È noto soprattutto per aver co-ideato le serie televisive Glee e Scream Queens.

## Biografia
Brennan concepì l'idea di Glee basandosi sulla sua esperienza quando era membro della High School Prospect. Mike Novick, un produttore televisivo e un amico di Brennan, diede allo scrittore e produttore Ryan Murphy un esemplare del copione di Brennan. Murphy fece alcune modifiche e lo rese una serie televisiva della FOX. Murphy e Falchuk divennero produttori esecutivi del Glee, mentre Brennan fu il co-produttore esecutivo e Novick il produttore.

## Filmografia

### Attore

#### Cinema
- Too Much Flesh, regia di Pascal Arnold e Jean-Marc Barr (2000)
- No Sleep 'til Madison, registi vari (2002)
- Flourish, regia di Kevin Palys (2006)
- Save the Last Dance 2, regia di David Petrarca (2006)
- Manuale d'infedeltà per uomini sposati (I Think I Love My Wife), regia di Chris Rock (2007)
- Cooties, regia di Jonathan Milott e Cary Murnion (2014)

#### Televisione
- Ultime dal cielo – serie TV, episodio 4x21 (2000)
- Law & Order: Criminal Intent – serie TV, episodio 6x22 (2007)
- CSI: NY – serie TV, episodio 4x08 (2007)
- New Amsterdam – serie TV, episodio 1x05 (2008)
- Glee – serie TV,  episodio 3x14 (2012)

### Produttore
- Glee – serie TV, 99 episodi (2010-2015) anche voce narrante
- Scream Queens – serie TV, 23 episodi (2015-2016)
- LA to Vegas – serie TV, 12 episodi (2018)
- The  Politician – serie TV, 15 episodi (2019-2020)
- Ratched – serie TV, 8 episodi (2020)
- Hollywood – serie TV, 7 puntate (2020)
- Halston – miniserie TV, 5 puntate (2021)
- Monster – serie TV, 10 episodi (2024)

## Doppiatori italiani
Nelle versioni in italiano dei suoi lavori, Ian Brennan è stato doppiato da:
- Nanni Baldini in CSI: NY
- Paolo Sesana in Law & Order: Criminal Intent